# Arroz de lisa
El arroz de lisa es un plato típico de Barranquilla, Colombia. Es una comida de extracción popular a base de la lisa, pez de mar que desova en aguas salobres como las desembocaduras de los ríos.
Además de las lisas, las cuales se secan y salan previamente, el arroz lleva verduras (cebolla, ají dulce, pimentón, cebollín y condimentos (comino, sal, pimienta). Se sirve en hoja de bijao con cebollín criollo finamente picado, acompañado de bollo de yuca, ensalada de aguacate y guarapo de panela.
También es tradicional consumirlo en cualquier andén a cualquier hora, acompañado con suero atollabuey, yuca cocida y queso costeño, entre otras combinaciones, comprado a vendedores ambulantes o estacionarios que lo transportan en grandes ollas en carritos de pedal.

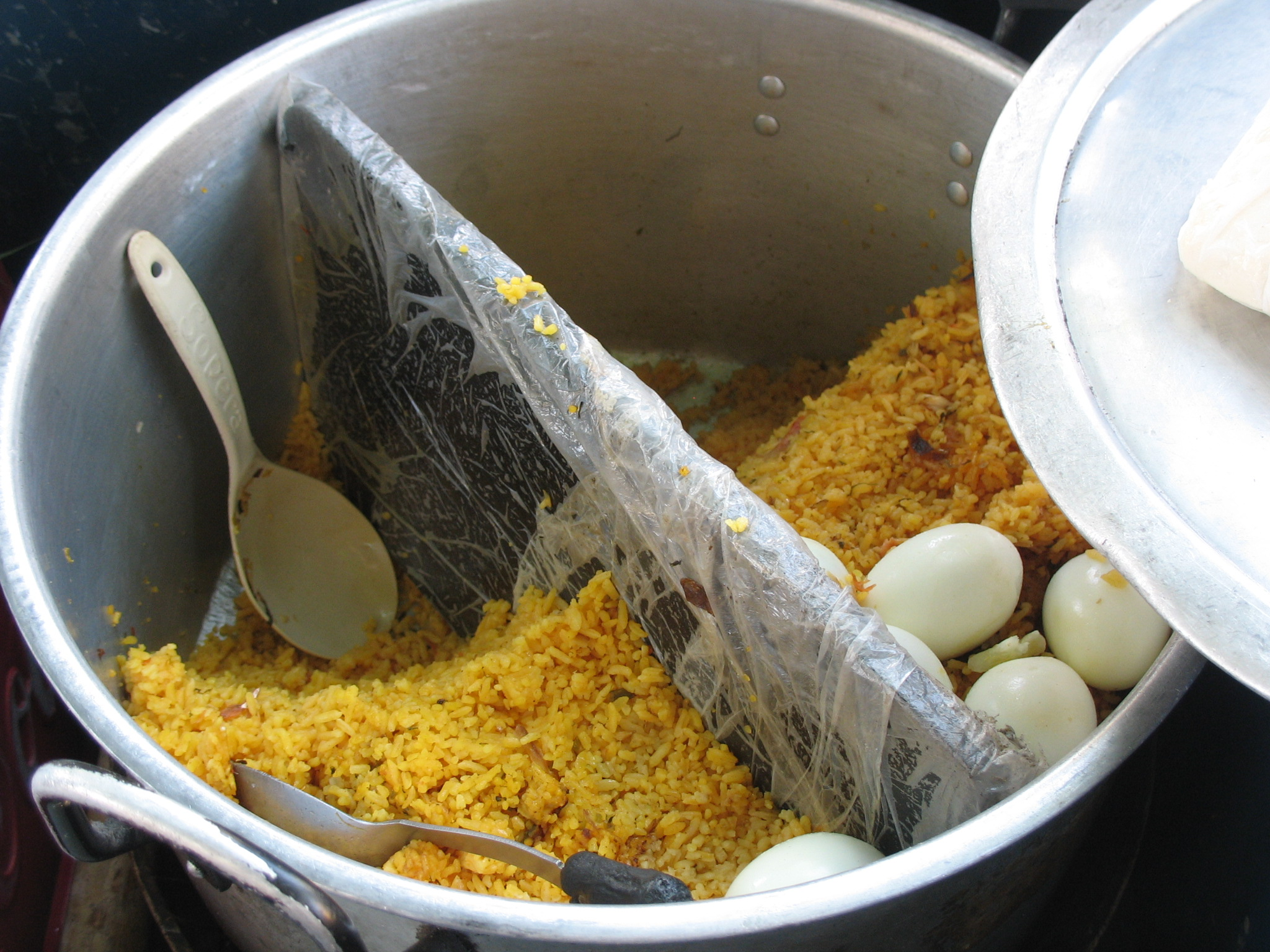
Arroz de lisa.
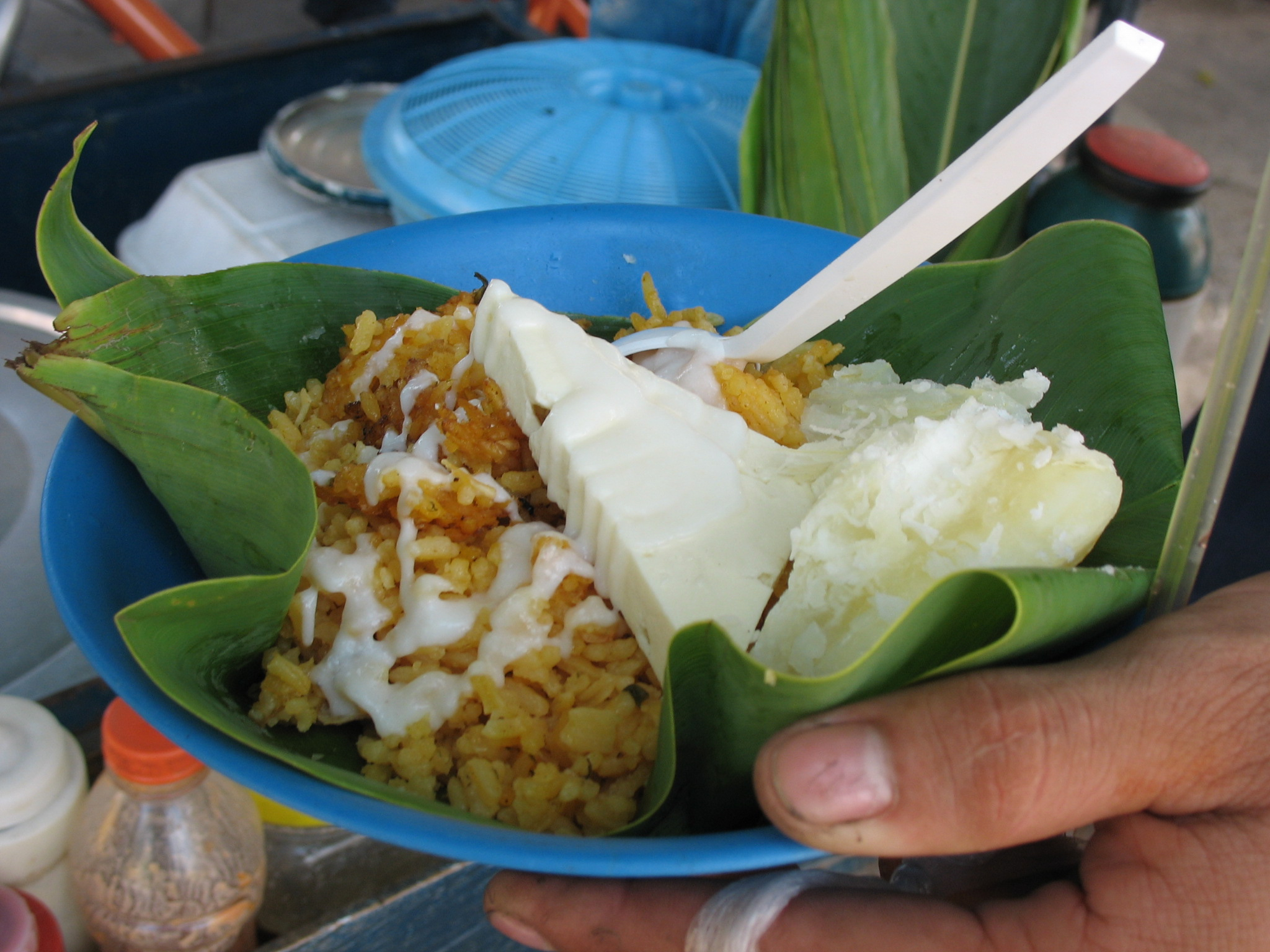
Arroz de lisa en hoja de bijao con suero atollabuey, yuca cocida y queso costeño.
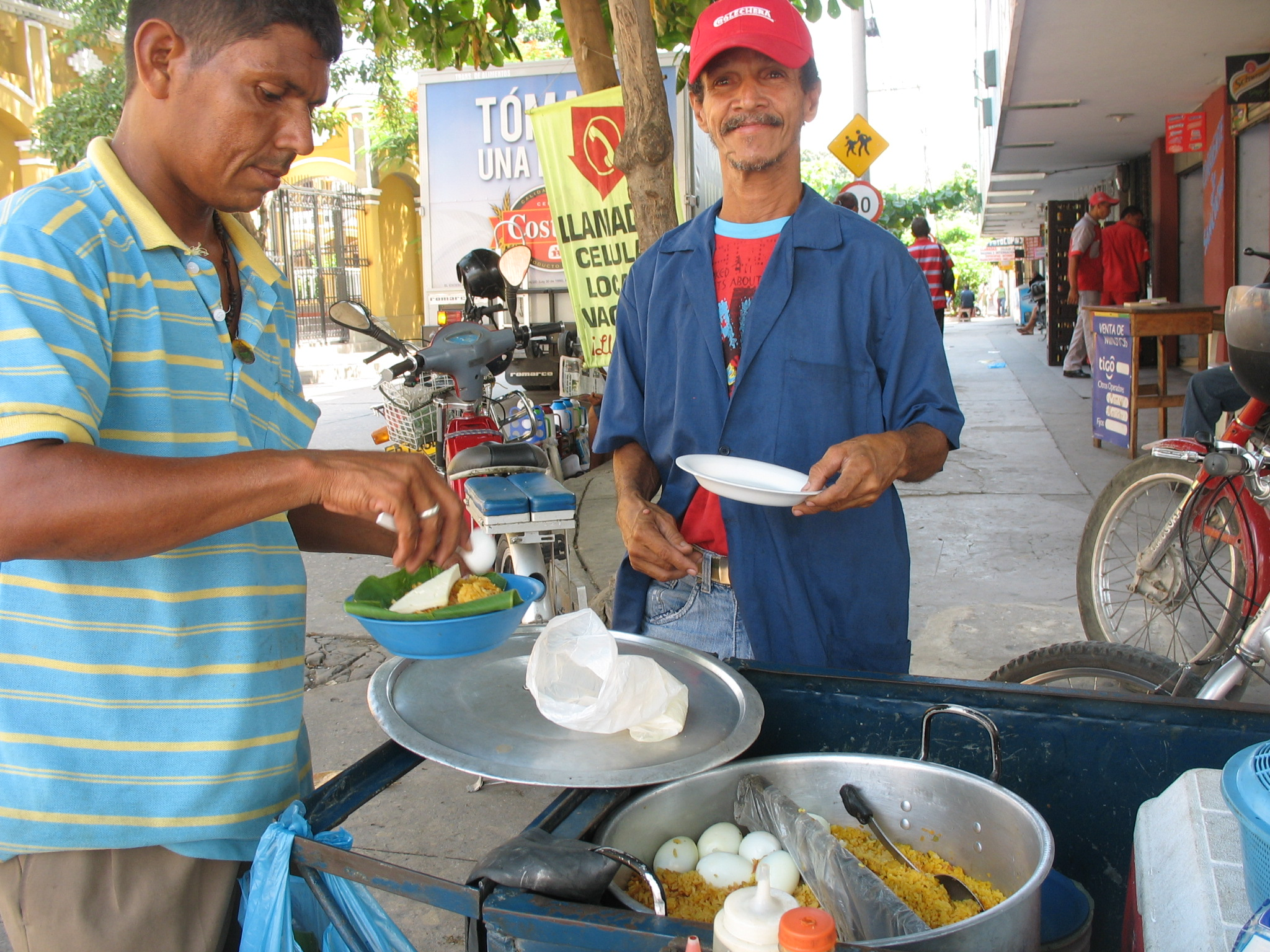
Vendedor de arroz de lisa.